# Fredrik Stillman
Fredrik Jan-Ove Stillman (født 22. august 1966 i Jönköping, Sverige) er en svensk tidligere ishockeyspiller, og olympisk guldvinder med Sveriges landshold.
Stillman spillede på klubplan størstedelen af sin karriere i hjemlandet hos hockeyliga-klubben HV71. Han nåede at spille hele 16 sæsoner for klubben og var med til at vinde det svenske mesterskab med klubben i 1995.
Med det svenske landshold vandt Stillman guld ved OL 1994 i Lillehammer. Derudover blev det til guld ved både VM 1991 i Finland og VM 1992 i Tjekkoslovakiet.

## OL-medaljer
- 1994:  Guld

## VM-medaljer
- 1991:  Guld
- 1992:  Guld
- 1993:  Sølv
- 1995:  Sølv
- 1994:  Bronze